# Gaspé-Nord
Gaspé-Nord est un ancien district électoral du Québec. Il a existé de 1931 à 1973.

## Historique
Le district électoral de Gaspé-Nord a été créé à la suite de la division du district de Gaspé en Gaspé-Nord et Gaspé-Sud.

## Liste des députés
| Législature                   | Années    | Député | Député                    | Parti           |
| ----------------------------- | --------- | ------ | ------------------------- | --------------- |
| Gaspé-Nord Créée depuis Gaspé |           |        |                           |                 |
| 18e                           | 1931–1935 |        | Thomas Côté               | Libéral         |
| 19e                           | 1935–1936 |        | Thomas Côté               | Libéral         |
| 20e                           | 1936–1939 |        | Joseph-Alphonse Pelletier | Union nationale |
| 21e                           | 1939–1944 |        | Perreault Casgrain        | Libéral         |
| 22e                           | 1944–1948 |        | Joseph-Alphonse Pelletier | Union nationale |
| 23e                           | 1948–1952 |        | Robert Lévesque           | Libéral         |
| 24e                           | 1952–1956 |        | Alphonse Couturier        | Union nationale |
| 25e                           | 1956–1960 |        | Alphonse Couturier        | Union nationale |
| 26e                           | 1960–1962 |        | Claude Jourdain           | Libéral         |
| 27e                           | 1962–1966 |        | François Gagnon           | Union nationale |
| 28e                           | 1966–1970 |        | François Gagnon           | Union nationale |
| 29e                           | 1970–1973 |        | François Gagnon           | Union nationale |
| Dissoute dans Gaspé           |           |        |                           |                 |

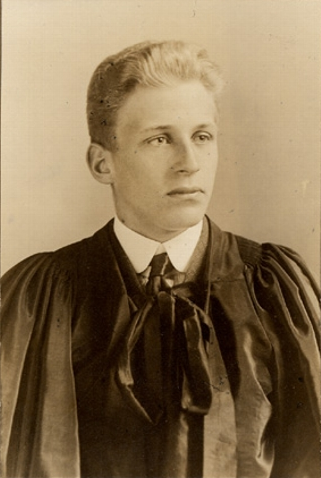
Perreault Casgrain est député de Gaspé-Nord de 1939 à 1944.